# 吉備金屋バイパス
吉備金屋バイパス（きびかなやバイパス）は、和歌山県有田郡有田川町明王寺から有田川町徳田に至る県道吉備金屋線のバイパス道路である。現在、明王寺南交差点の北側へのランプ橋を工事中である。

## 路線概要
- 起点：和歌山県有田郡有田川町明王寺
- 終点：和歌山県有田郡有田川町徳田
- 全長：
- 車線数：2車線
- 車線幅員：

## 沿革
- 開通時期不明：一部開通（徳田から植野）
- 2009年11月18日：一部開通（植野から明王寺）

有田IC新天満出口と接続（出口の変更による）
- 2009年12月20日：有田IC新天満入口と接続（入口の変更による）
- 2015年9月：国道42号と接続（明王寺南交差点まで）